# レディング・ファイティン・フィルズ
レディング・ファイティン・フィルズ（英語: Reading Fightin Phils , 略称:REA）は、ペンシルベニア州レディングに本拠地を置くマイナーリーグの野球チーム。メジャーリーグのフィラデルフィア・フィリーズの傘下AA級チームで、イースタンリーグ北東地区に所属している。
同一のメジャーリーグ球団と最も長く提携を結んでいる球団である。

## 歴史
1967年にフィラデルフィア・フィリーズの傘下チームとして「レディング・フィリーズ」が創設される。
2008年にフィリーズが球団を買収される。
2012年11月17日、チーム名を現在の「レディング・ファイティン・フィルズ」に改名した。

## 選手名鑑

### 現役選手
| 投手 - 11 コナー・アッシュ (Konnor Ash) - 0 アンドリュー・ベイカー (Andrew Baker) - 57 ジャック・ダラス (Jack Dallas) - 41 ブレイデン・ファウスノート (Braeden Fausnaught) - 35 カルロス・A・フランシスコ (Carlos A Francisco) - 5 ダニエル・ハーパー (Daniel Harper) - 35 チャールズ・キング (Charles King) - 43 ガナー・メイヤー (Gunner Mayer) - 55 トミー・マッコラム (Tommy McCollum) - 40 クリスチャン・マクゴワン (Christian McGowan) - 46 ウェズリー・ムーア (Wesley Moore) - 18 ミッチ・ニューボーン (Mitch Neunborn) - 29 マット・オスターバーグ (Matt Osterberg) - 29 アンドリュー・ペインター (Andrew Painter) - 25 ノア・スキロウ (Noah Skirrow) - 31 アンドリュー・ウォーリング (Andrew Walling) | 投手 - 11 コナー・アッシュ (Konnor Ash) - 0 アンドリュー・ベイカー (Andrew Baker) - 57 ジャック・ダラス (Jack Dallas) - 41 ブレイデン・ファウスノート (Braeden Fausnaught) - 35 カルロス・A・フランシスコ (Carlos A Francisco) - 5 ダニエル・ハーパー (Daniel Harper) - 35 チャールズ・キング (Charles King) - 43 ガナー・メイヤー (Gunner Mayer) - 55 トミー・マッコラム (Tommy McCollum) - 40 クリスチャン・マクゴワン (Christian McGowan) - 46 ウェズリー・ムーア (Wesley Moore) - 18 ミッチ・ニューボーン (Mitch Neunborn) - 29 マット・オスターバーグ (Matt Osterberg) - 29 アンドリュー・ペインター (Andrew Painter) - 25 ノア・スキロウ (Noah Skirrow) - 31 アンドリュー・ウォーリング (Andrew Walling) | 捕手 - 19 ジョーダン・ディシン (Jordan Dissin) - 38 アンドリック・ナバ (Andrick Nava) - 16 カレブ・リケッツ (Caleb Ricketts) 内野手 - 29 カートン・アンソニー (Keaton Anthony) - 30 ザック・アーノルド (Zach Arnold) - 36 エリック・ブリト (Erick Brito) - -- クリス・コーネリアス (Chris Cornelius) - 7 トレント・ファークハー (Trent Farquhar) - 10 エイダン・ミラー (Aidan Miller) - 58 ロバート・ムーア (Robert Moore) - -- ホセ・ロドリゲス (José Rodríguez) 外野手 - 22 ジャスティン・クロフォード (Justin Crawford) - 2 ケイド・ファーガス (Cade Fergus) - 27 ガブリエル・リンコーネスJr. ( Gabriel Rincones Jr.) | 捕手 - 19 ジョーダン・ディシン (Jordan Dissin) - 38 アンドリック・ナバ (Andrick Nava) - 16 カレブ・リケッツ (Caleb Ricketts) 内野手 - 29 カートン・アンソニー (Keaton Anthony) - 30 ザック・アーノルド (Zach Arnold) - 36 エリック・ブリト (Erick Brito) - -- クリス・コーネリアス (Chris Cornelius) - 7 トレント・ファークハー (Trent Farquhar) - 10 エイダン・ミラー (Aidan Miller) - 58 ロバート・ムーア (Robert Moore) - -- ホセ・ロドリゲス (José Rodríguez) 外野手 - 22 ジャスティン・クロフォード (Justin Crawford) - 2 ケイド・ファーガス (Cade Fergus) - 27 ガブリエル・リンコーネスJr. ( Gabriel Rincones Jr.) |
| * 40人ロースター 2024年1月1日更新 [公式サイト(英語)より：ロースター 選手の移籍・故障情報] | | | |